# Busstrafik i Stockholms län

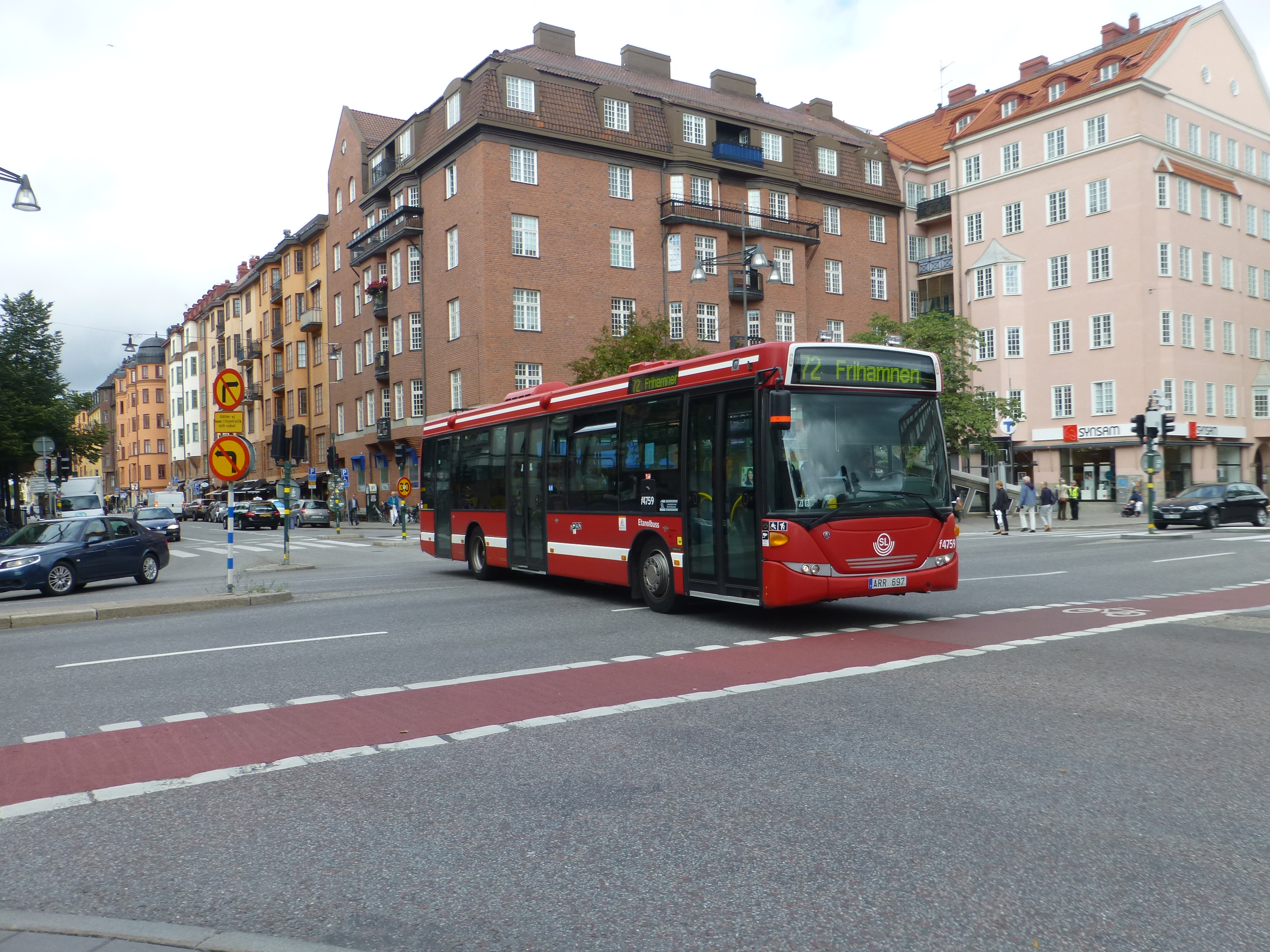
Buss på linje 72 på Rörstrandsgatan i augusti 2014.

Busstrafiken i Stockholms län utgör ett stort nät som går inom hela länet. Region Stockholm är regional kollektivtrafikmyndighet och trafiken marknadsförs under dess helägda dotterbolag AB Storstockholms Lokaltrafik (SL).
Trafikförvaltningen i Region Stockholm upphandlar all trafik genom offentlig upphandling. Anbuden från företagen beslutas av trafiknämnden. Bussarna i SL:s allmänna kollektivtrafik i Stockholms län körs på entreprenad av flera företag: Keolis, VR Sverige, Nobina, Transdev och Bergkvara samt Stockholms Spårvägar för ersättningsbussar för Lidingöbanan, Nockebybanan, Tvärbanan och Spårväg City.

## Historik

### Den hästdragna epoken

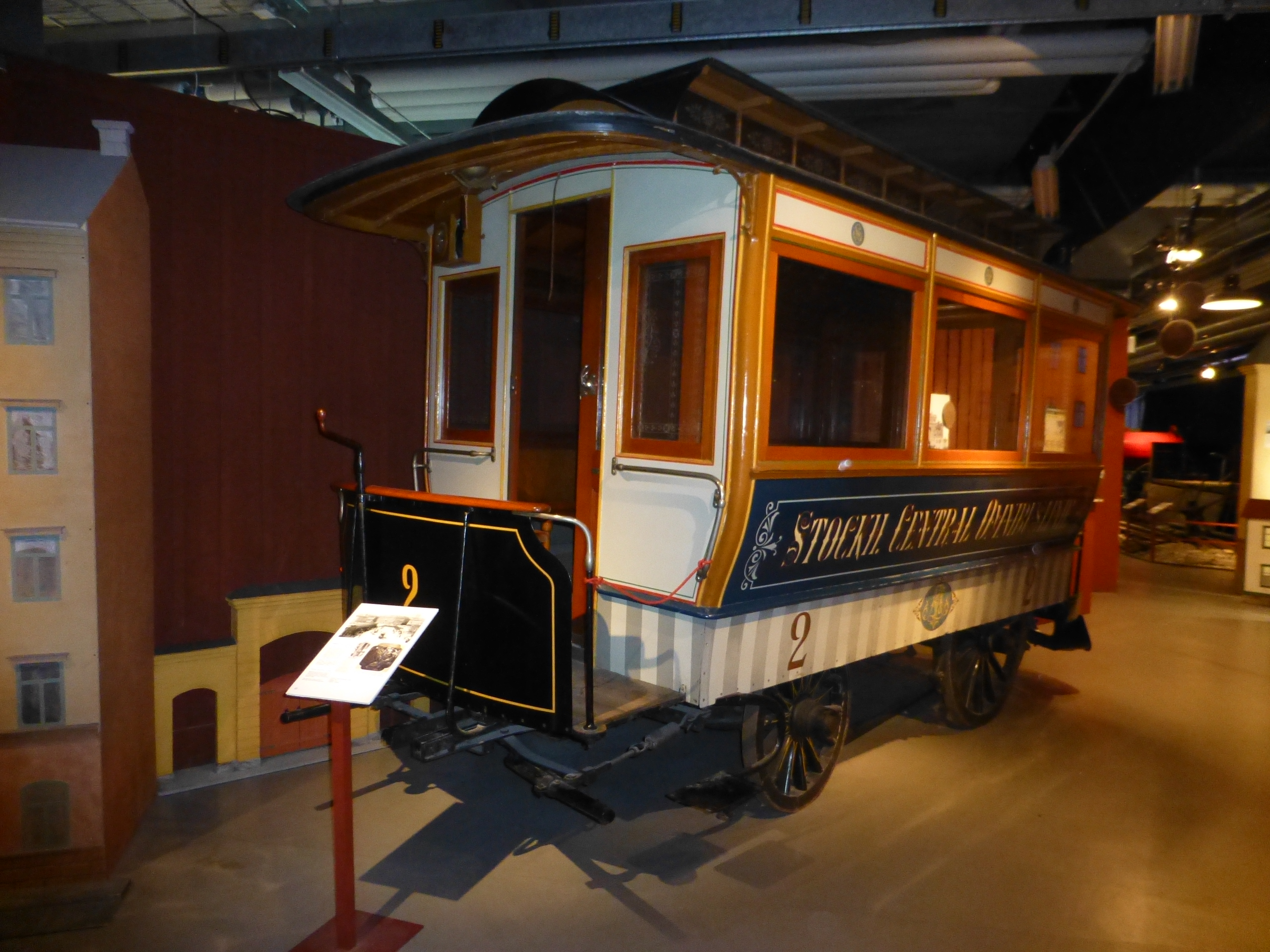
Hästdragen omnibuss på Spårvägsmuseet 2013.

Det första trafiksystemet för allmänheten i länet var gästgivarskjutsen, som inrättades på 1630-talet i och med att åkare och bönder avdelades för skjutsning på fastställda sträckor mellan gästgivargårdar mot ersättning. Man använde öppna kärror, senare fyrhjuliga trillor.
Systemet ersattes successivt med andra trafikformer men fanns kvar formellt ända till 1933. De sista skjutsningarna från Stockholm skall ha skett 1913.
Diligenstrafik med hästdragna vagnar på viss linje enligt tidtabell, inrättades 1722 mellan Stockholm och Uppsala, men den trafiken, som då kallades "forvagnstrafik" lades ned redan året därpå. Ytterligare ett försök med forvagnar gjordes 1759-1763 söderut via Södertälje ända till Ystad. Den första diligenstrafiken inom nuvarande Stockholms län öppnades i september 1791 mellan Stockholm (Tegelbacken) och Drottningholms slott, med en stor "Forwagn No 1" som rymde 10 invändiga och 5 utvändiga passagerare. Trafiken bedrevs enbart den del av året som hovet befann sig på slottet i Drottningholm. Efter 1797 användes mindre hyrvagnar i trafiken, som upphörde helt ca 1802. 
Först 1829 återupptogs diligenstrafik i Stockholms län, nu åter från Stockholm via Rotebro-Märsta-Alsike till Uppsala. Den linjen trafikerades till 1866. 1831-35 och 1856 gick även diligenser Stockholm-Fittja-Södertälje (och vidare söderut), och från 1831 till 1867 på Enköpingsvägen via Barkarby till Enköping (och vidare västerut). Slutligen tillkom en postdiligenslinje 1862 mellan Stockholm och Grisslehamn (för sjöposten mot Finland) via Norrtälje. Diligensvagnarna på den linjen fortsatte ända till 1877, från 1870 dock bara vintertid när ångbåtarna inte gick.
Lokal hästdragen linjetrafik inleddes i Stockholm 1831 på Djurgården, och 1835 öppnades den första innerstadslinjen med omnibusen "Försöket" mellan Adolf Fredriks kyrka och Järntorget via Drottninggatan-Norrbro-Stora Nygatan. Omnibustrafiken i Stockholm var mest omfattande under 1850-talet, men ersattes senare av ångslupar, färjor och från 1877 av hästdragna spårvagnar. De sista linjerna togs ur trafik 1902. Lokal hästbusstrafik förekom också i Södertälje 1856-76 och i Norrtälje 1882-1883.

### Motorbusstrafiken

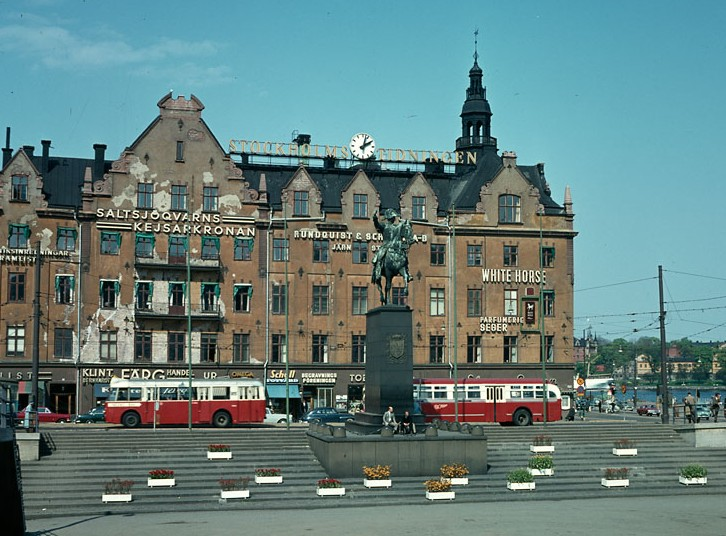
Röda SS-bussar vidKarl XIV Johans staty och Räntmästarhuset 1963.

Sommaren 1899 provades den första motordrivna Daimlerbussen på Drottninggatan, men vare sig detta test eller ett motsvarande under 1900 på Lidingövägen blev långvarigt. Ytterligare motorbusstrafik bedrevs 1907-08 mellan Kungsbroplan och Lillsjönäs och 1909-11 mellan Hornstull och Midsommarkransen. 1916-17 gick också en motorbusslinje Enskede-Hanviken, innan ransoneringarna under första världskriget omöjliggjorde vidare trafik.
Genombrottet för busstrafik i Stockholms län kom 1919, då ransoneringarna hävdes och det fanns överskott på lastbilsmateriel i Europa att köpa in och konvertera till persontrafik. Under 1919 startades en rad motorbusslinjer till förorter runt Stockholm, till exempel Midsommarkransen-Segeltorp och Enskede-Vendelsö. År 1923 kom busstrafiken i innerstaden igång (åter på Drottninggatan!). AB Stockholms Spårvägar (SS) köpte in denna innerstadstrafik 1925. Även ute i länet tillkom ett tätt nät av busslinjer mellan 1921 och 1925 genom små privata företagare. Under perioden 1925-39 utvecklades trafiken genom att större regionala bussbolag bildades och köpte in de mindre bussföretagen. Många av bolagen ägdes av järnvägsbolagen i länet, till exempel Saltsjöbanan, Nynäsbanan, Roslagsbanan, Västeråsbanan och Statens Järnvägar (SJ). 

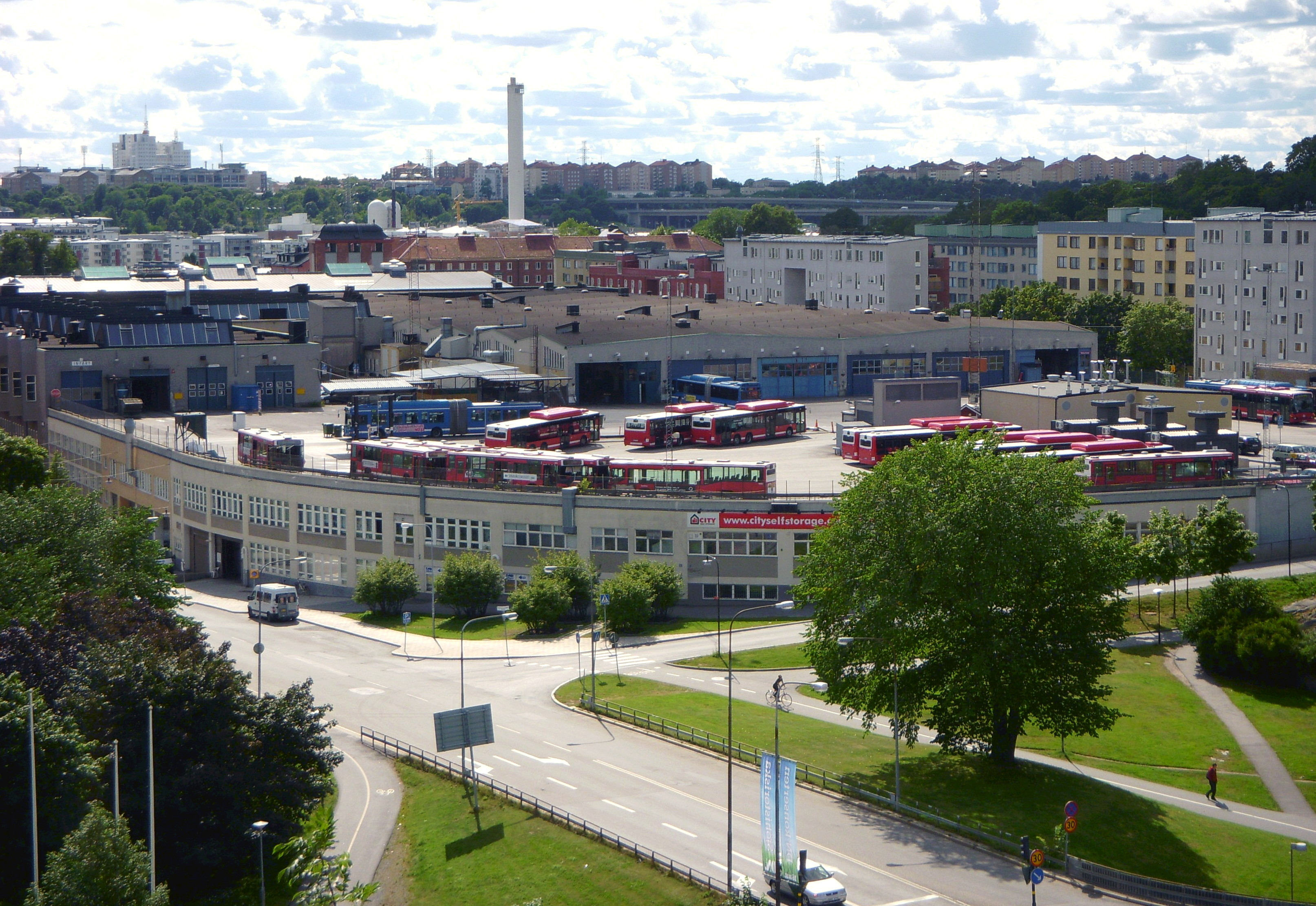
Söderhallen på Södermalm var i drift mellan 1956 och 2017.

Under andra världskriget tvingades busstrafiken till hårda nedskärningar på grund av bränsle- och gummiransoneringarna, men ett stomnät uppehölls. SS hade 1941–64 trådbusstrafik. Från 1945 till 1955 hade busstrafiken sin första topp i länet, efter ransoneringarnas lyftande och före privatbilismens genombrott. Medan SS busstrafik i Stockholms förorter delvis kom att omvandlas till anslutningslinjer till tunnelbanan från 1950-talet, utökades trafiken i omkringliggande områden genom nya förorter (Tyresö, Märsta, Järfälla etc.) Den rena landsbygdstrafiken däremot drogs delvis ned på grund av minskat trafikunderlag genom bilismen. Som en följd av en större uppgörelse 1964 om Storstockholms trafikfrågor, den s.k. Hörjelöverenskommelsen, bildades 1967 Storstockholms Lokaltrafik som övertog ansvaret för all lokaltrafik i länet. Under de följande åren fram till 1972 övertog SL alla bussbolag i förorterna genom att dessa införlivades med SL. 
Från början av 1990-talet har dock SL övergått från trafik i egen regi till entreprenader som upphandlas områdesvis. Busstrafiken har emellanåt drabbats av strejker, bland annat busskonflikten i Sverige 2008 och busskonflikten i Sverige 2013.
Vad gäller färger på bussar i Stockholms län var gult den normala färgen under omnibus- och diligensepoken. De tidiga motorbussarna hade många olika färger, innerstadsbussarna 1923 hade till exempel mörkblå färg. 1928 importerades en buss från England som hade röd färg, vilket från 1929 blev SS färg på sina bussar (medan spårvagnarna var blå och senare, från 1950 tunnelbanans vagnar var gröna). Bussbolagen längre ut i länet hade många olika färger. Statens Järnvägar (SJ) som bedrev busstrafik i Stockholms län 1937–1969 hade först crèmefärgade bussar, från början av 1960-talet ersatt av orange. Andra färger som ärvdes av SL var gult/svart (Värmdö), crème/grönt (Södertörn), ljusblått (Mälaröarna) respektive mörkblått (Södertälje). 
SL övertog den röda grundfärgen från SS och detta har generellt efter 1967 gällt för nyanskaffade bussar i SL-trafiken, om än i olika designvariationer. Sedan 1998 har blått införts som färg för stombusslinjerna.

## Linjer
Stockholms län trafikerades under 2020 av 502 busslinjer i SL-trafiken som tillsammans angjorde 6 710 hållplatser. Flera av dessa trafikerar även angränsande län, då till en extra taxa. Den mest trafikerade busslinjen, inte bara i Stockholms län utan i hela Sverige, är linje 4. Dagligen stiger 60 000 resenärer på och av längs med den linjens hållplatser mellan Radiohuset och Gullmarsplan.
Linjenumreringen av SL:s busslinjer följer ett system där nummerserien anger vilket geografiskt område busslinjerna trafikerar. 

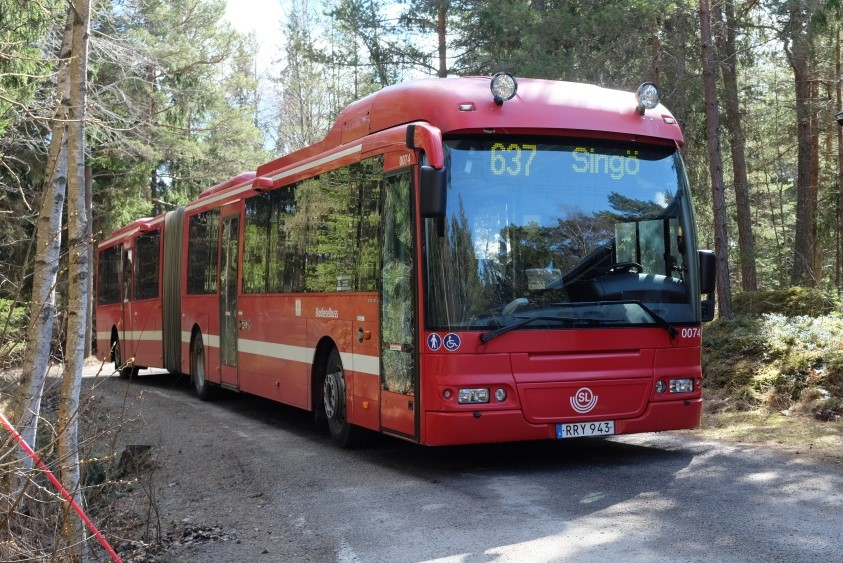
Buss på linje 637 till Singö.

- Nummerserie 0-99 utgör Stockholms innerstad där bland annat stombusslinjerna 1, 2, 3, 4 och 6 ingår. Stadsbussarnas viktigaste knutpunkter är Slussen, Hornstull, Skanstull, Fridhemsplan, Odenplan och Tekniska högskolan/Östra station.
- Nummerserie 100-199 utgör Stockholms kommun utanför tullarna, det vill säga Västerort och Söderort. Viktiga knutpunkter är bland annat Spånga station, Brommaplan, Vällingby, Högdalen, Farsta centrum, Älvsjö station och Skärholmen.
- Nummerserie 200-299 utgör Lidingö kommun där många bussar utgår från Ropstensterminalen.
- Nummerserie 300-399 utgör Mälaröarna och Ekerö kommun. Många busslinjer utgår från Brommaplan. En viktig omstigningshållplats ligger även vid Tappström.
- Nummerserie 400-499 utgör Nacka/Värmdö kommuner. Många busslinjer utgår från Slussen, men även Nacka Forum/Nacka trafikplats, Orminge centrum och Gustavsbergs centrum är viktiga knutpunkter.
- Nummerserie 500-599 utgör Norrort, det vill säga Solna, Sundbyberg, Sollentuna, Järfälla, Upplands Bro, Upplands Väsby och Sigtuna kommuner. Stora bussterminaler finns även vid bland annat Solna centrum, Sollentuna station, Jakobsbergs station, Upplands Väsby station och Märsta station.
- Nummerserie 600-699 utgör Roslagen där Danderyds, Täby, Vallentuna, Österåkers och Norrtälje kommuner ingår. Tekniska högskolan/Östra station, Danderyds sjukhus, Täby centrum, Arninge station, Åkersberga station, Vallentuna station och Norrtälje busstation är viktiga knutpunkter.
- Nummerserie 700-799 utgör Huddinge, Botkyrka, Salem, Södertälje och Nykvarns kommuner. Några viktiga knutpunkter är Huddinge station, Tumba station, Fittja och Södertälje centrum.
- Nummerserie 800-899 utgör Tyresö, Haninge och Nynäshamns kommuner. Många bussar med slutdestinationer i Tyresö utgår från Gullmarsplan. Vid Tyresö Centrum, Handens station, Västerhaninge station och Nynäshamns station finns även mindre bussterminaler.
- Nummerserie 900-999 utgör de servicelinjer som finns runtom i Stockholms län.

### Stombusslinjerna

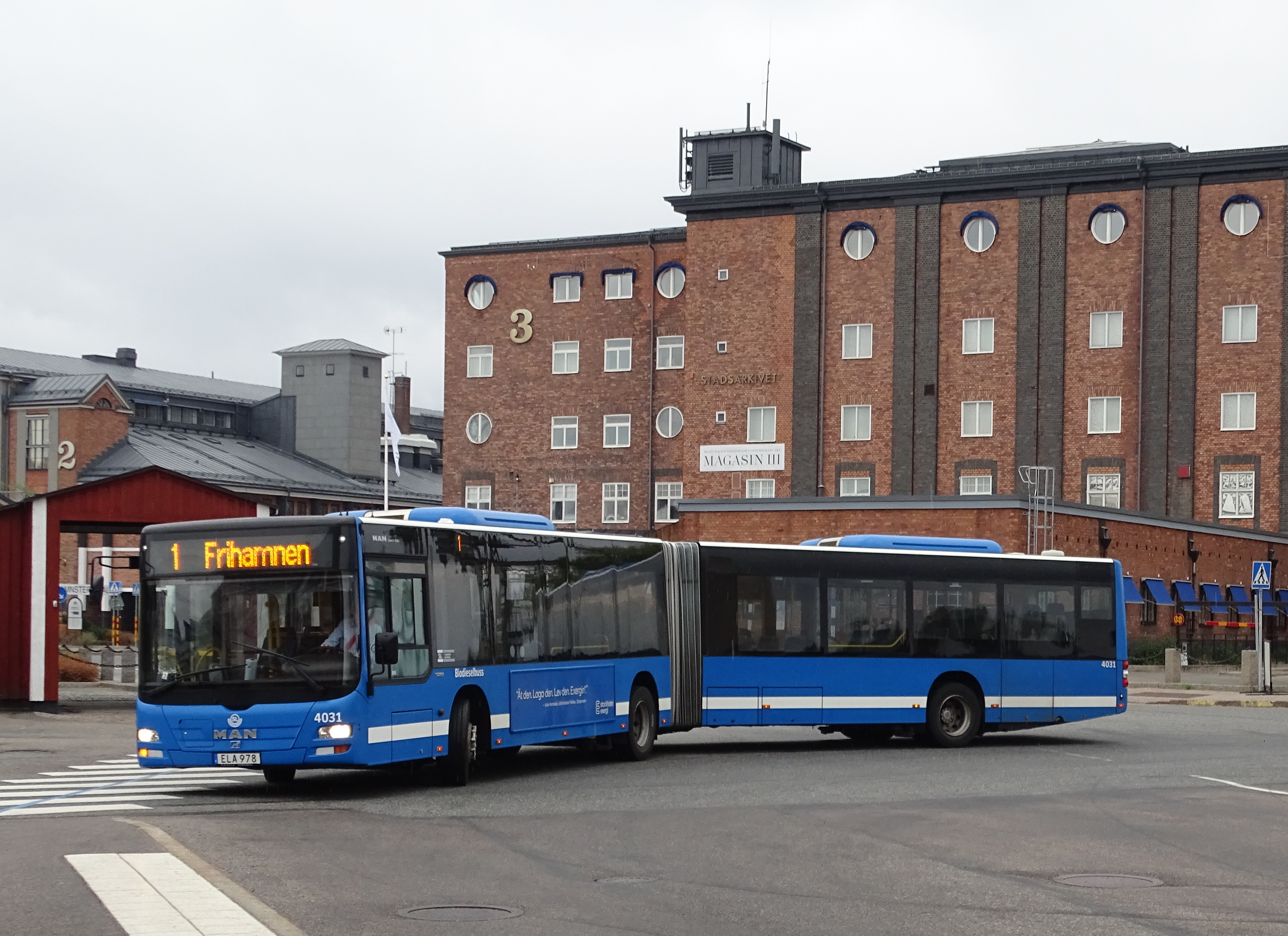
Stombusslinje 1 vid dess östra ändhållplats i Frihamnen.

Stombussarna eller Blåbussarna är SL:s namn på linjer med hög turtäthet. De har även glesare avstånd mellan hållplatserna än andra linjer. Blåbussarna ansluter mellan olika tunnelbane- eller pendeltågslinjer med varandra, för att skapa matar- och tvärförbindelser. Blåbusslinjerna från Mälaröarna, Nacka och Värmdö, Roslagen och Tyresö täcker in områden som inte nås av spårtrafik. Stombussarna i innerstaden var ursprungligen ett projekt som påbörjades inom ramen för Dennisöverenskommelsen. 
Den första stombusslinjen i Stockholms innerstad var linje 4 och trafiken startade 18 augusti 1998 med blåa ledbussar med lågt golv från Scania (OmniCity). Linje 4 ersatte linje 54 som funnits sedan högertrafikomläggningen 1967, några skillnader var att linje 54 gick i norra änden till Radiohuset längs med Karlavägen istället för Valhallavägen fram till Banérgatan samt att den södra ändhållplatsen var Norra Hammarbyhamnen istället för Gullmarsplan. Den återöppnade linje 4 går i huvudsak, bortsett från ändhållplatserna, i samma sträckning som den nedlagda spårvagnslinjen 4 gjorde mellan 1952 och 1967 (den linjen omnämns i den svenska texten till Walkin' My Baby Back Home/Sakta vi gå genom stan från 1962 av Beppe Wolgers som blivit förknippad med Monica Zetterlunds framförande).
Den näst sista siffran i en stombusslinjes linjenummer är en sjua, med undantag för innerstadsbussarna 1, 2, 3, 4 och 6. Detta betyder dock inte att alla bussar som har en sjua som näst sista siffra är stombussar.
Under 2020 fanns det 18 stombusslinjer i SL-trafiken.

### Nattbusslinjerna
Nattbusslinjerna trafikeras ungefär mellan 1.00 och 5.00 med cirka en avgång i timmen. De flesta nattbussarna har centrala Stockholm som startpunkt eller slutstation. Den näst sista siffran i nattbussarnas linjenummer är en nia.

### Bussar till kommuner längre bort

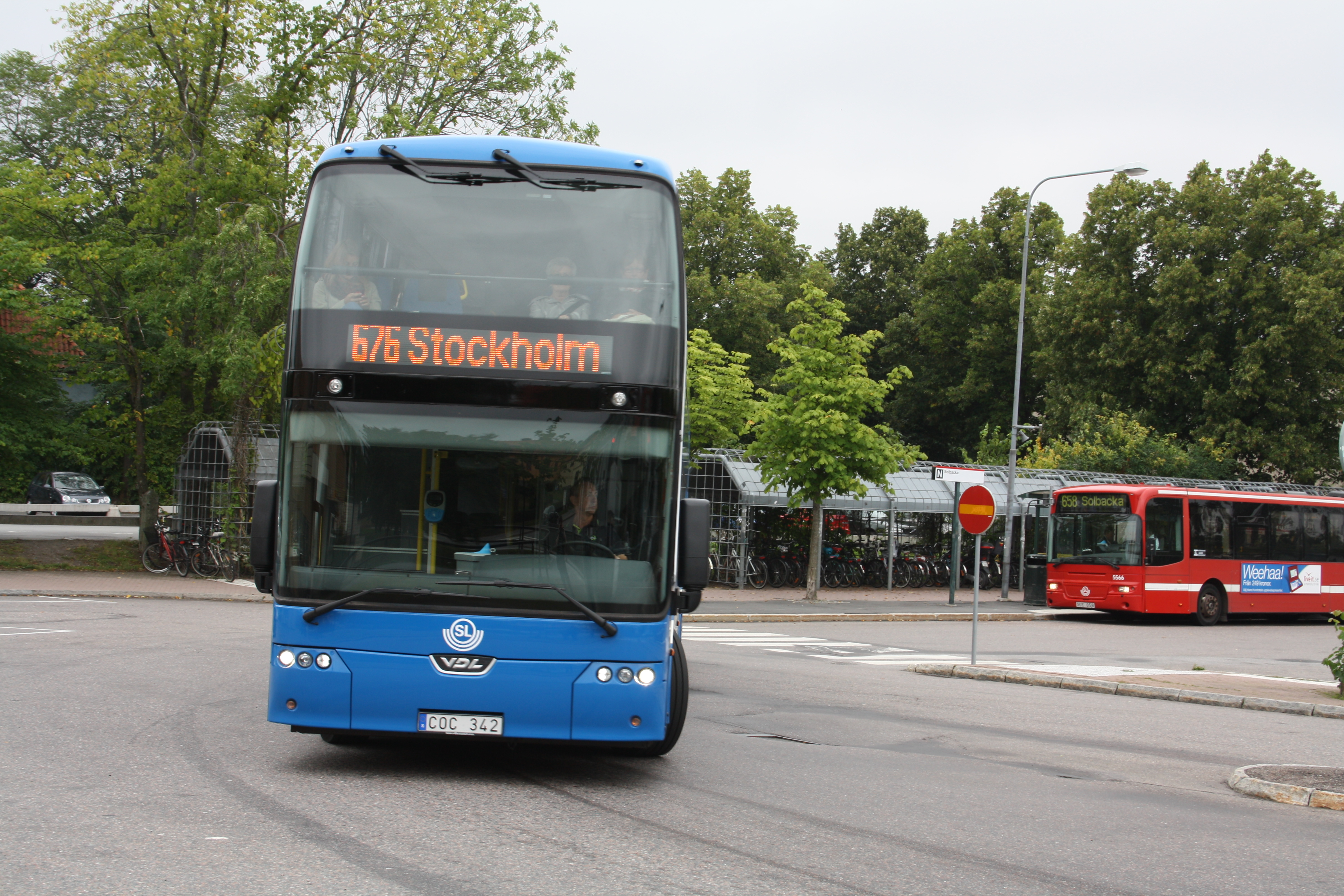
Tvåvåningsbuss på linje 676 från Norrtälje till Stockholm.

För att resa med SL på längre avstånd i länet gäller i första hand pendeltågen och Roslagsbanan. Men de går inte överallt och bussar kompletterar. Dessa bussar går till stor del från tunnelbanestationer i förorterna.
- Bussar till Norrtälje och Vaxholms kommun utgår från Tekniska högskolan bredvid Östra station samt från Danderyds sjukhus.
- Bussar till Nacka kommun och Värmdö kommun går från Slussen.
- Bussar till Tyresö kommun går från Gullmarsplan.
- Bussar till Ekerö kommun går från Brommaplan.
- Bussar till Lidingö kommun går från Ropsten.
- Bussar till Nykvarns kommun går från Södertälje centrum.

### Lokala linjer
För att ta sig till platser som ligger i närheten av pendeltåg och tunnelbana men inte inom gångavstånd (1 km) finns kompletterande busslinjer. De går från vissa spårtrafikstationer. Större sådana stationer är bland annat Alvik, Barkarby, Farsta, Fridhemsplan, Fruängen, Huddinge, Högdalen, Jakobsberg, Kista, Märsta, Odenplan, Spånga, Sollentuna, Tumba, Täby centrum, Upplands Väsby, Vällingby, Västerhaninge, Åkersberga, Årstaberg och Älvsjö.

### Servicelinjerna
Servicelinjerna är främst för äldre och funktionshindrade människor, även om alla får åka med dem. Dessa linjer är tänkta att vara ett alternativ till färdtjänst, och går vid områden där många äldre bor. Hållplatsernas placering är vid bostäder, servicehus, köpcenter, vårdcentraler och andra viktiga platser som äldre och funktionshindrade kan tänka sig vara i behov av. Förutom hållplatser finns även vinkområden, där man kan vinka efter en buss mellan olika hållplatser för att gå på. Vinkområdena är dock inte enbart för servicelinjerna; ett antal av de vanliga busslinjerna har sådana.
Fordonen på servicelinjerna är ofta mycket mindre än de vanliga bussarna, som en minibuss. Golvet är mycket lågt, i samma höjd som trottoaren och det finns oftast en ramp för rullstolar. Bussarna tar även också längre tid vid stopp, för att passagerarna ska kunna komma på ordentligt.

## Galleri

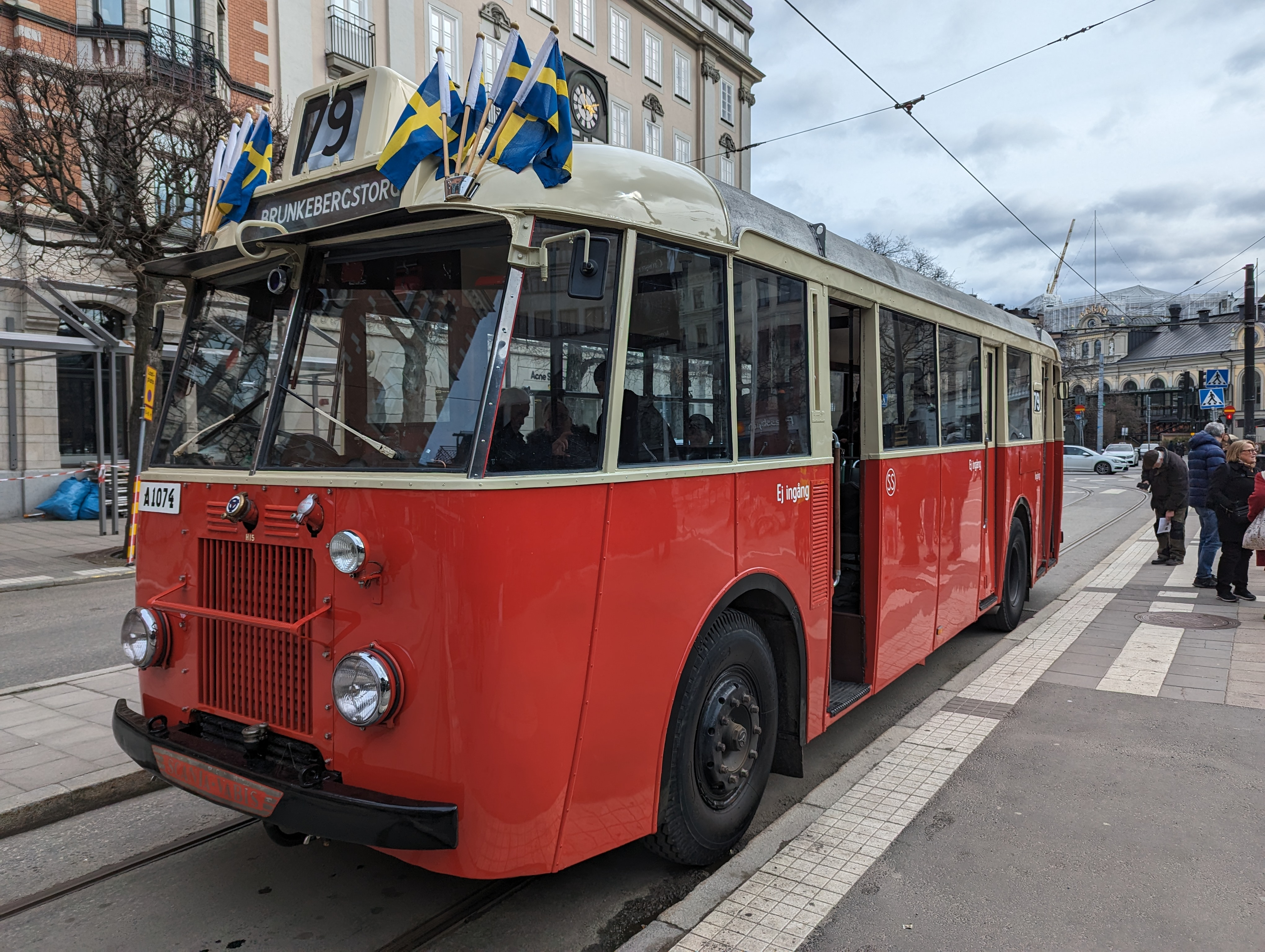
Buss av typen Scania-Vabis B31
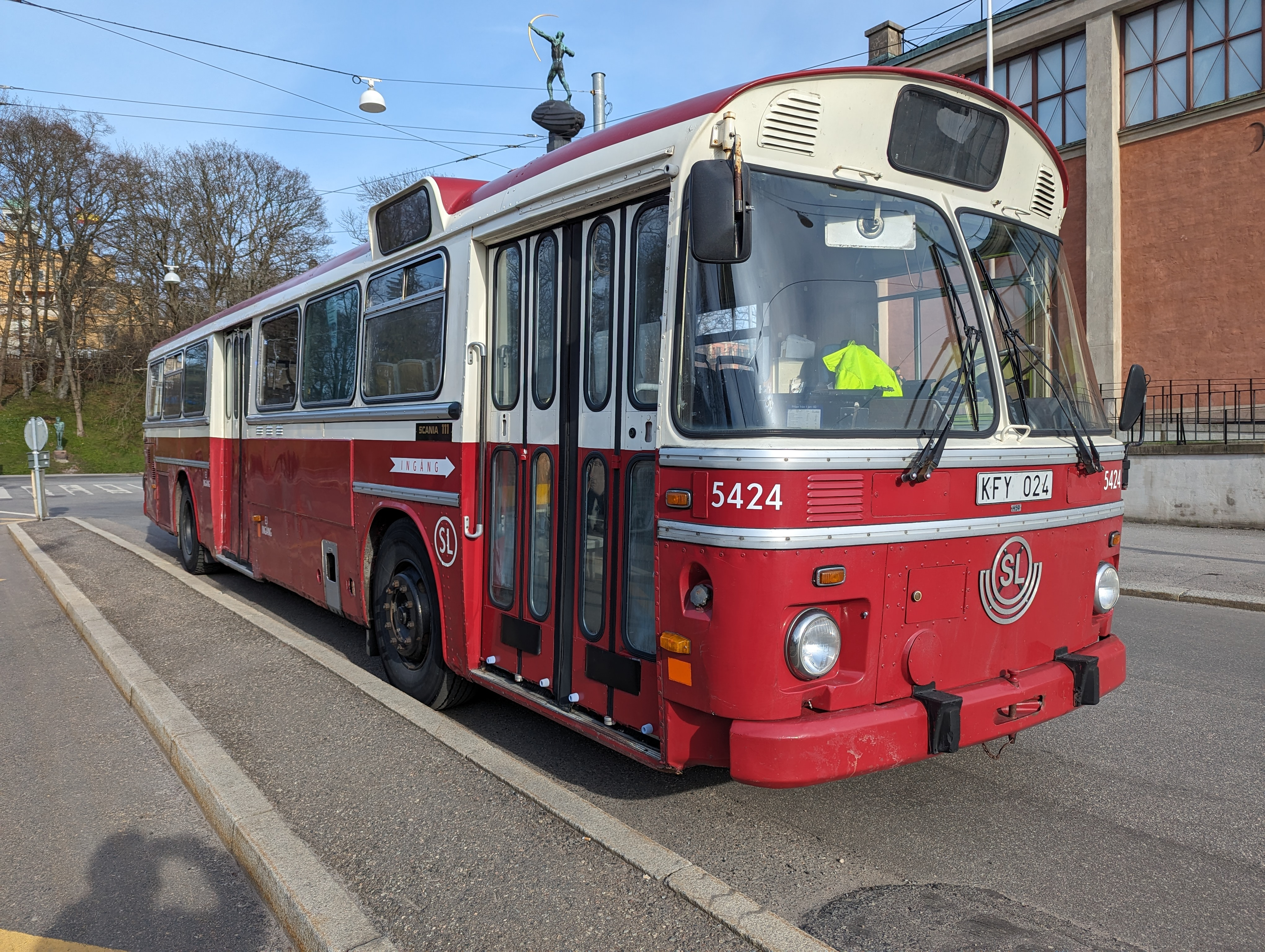
Buss av typen Scania CR 111 M59
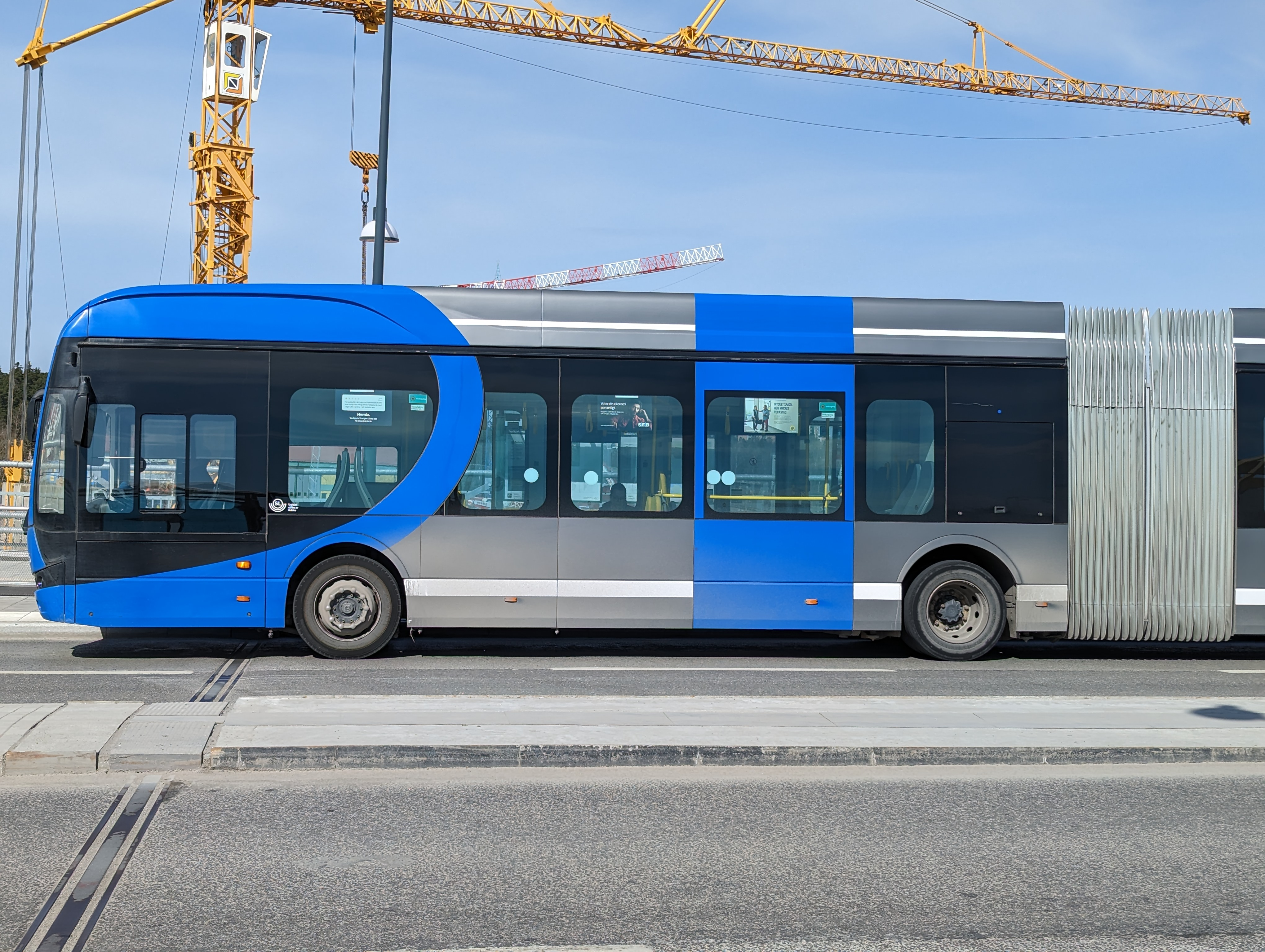
BRT-buss i Barkarby
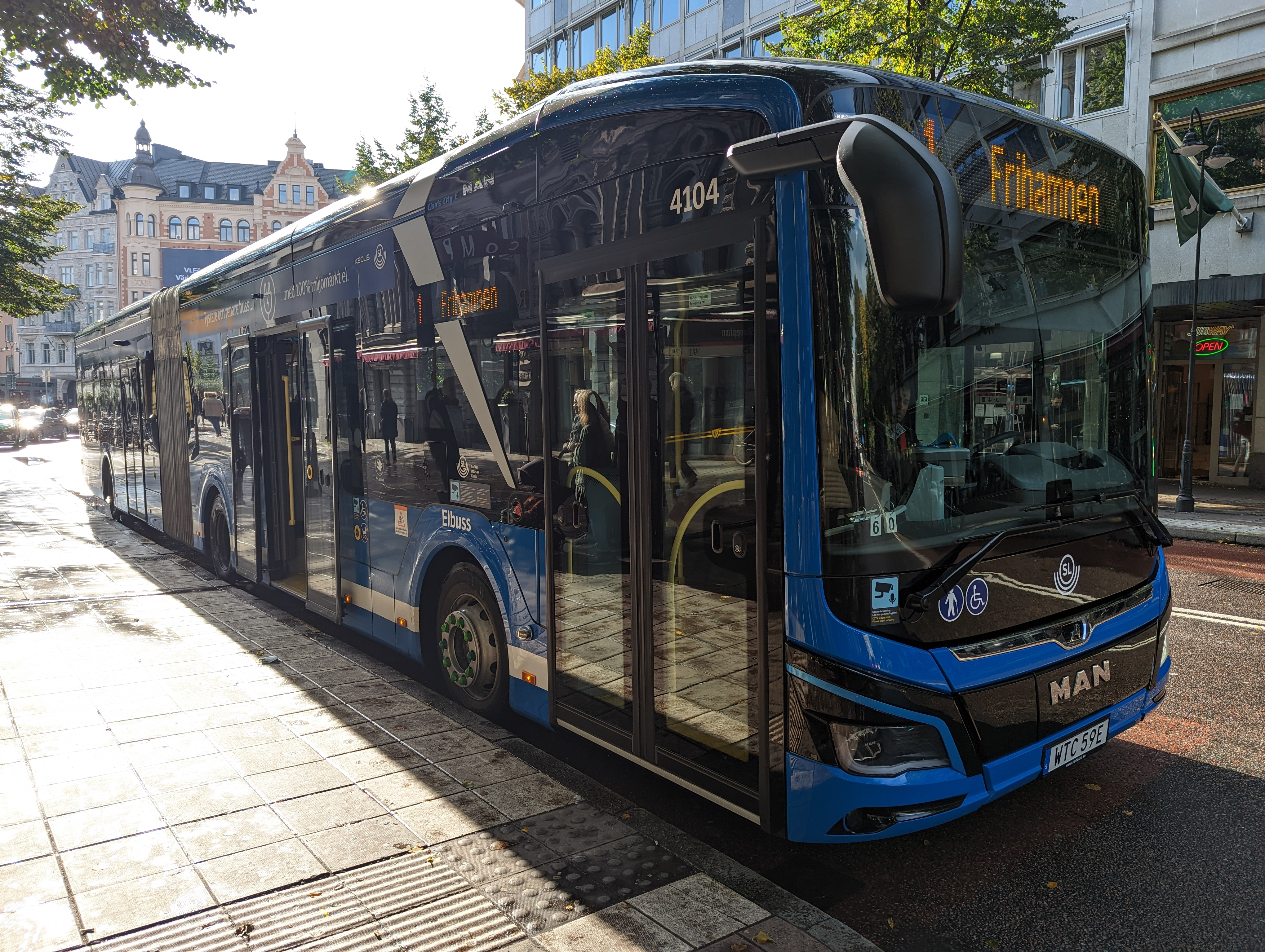
El-buss